# أرينجة مفلطحة الأوراق
أرينجة مفلطحة الأوراق (الاسم العلمي:Arenga obtusifolia) هي نوع من النباتات تتبع جنس الأرينجة من الفصيلة الفوفلية.